# المنقطع (البيضاء)

تعديل مصدري - تعديل

المنقطع هي أحد مدن محافظة البيضاء اليمنية. بلغ تعداد سكانها 4584 نسمة حسب التعداد السكاني في اليمن لعام 2004.